# Sfidând toate riscurile
Sfidând toate riscurile  (titlul original: în franceză Classe Tous Risques) este un film dramă franco-italian din 1960 regizat de Claude Sautet care îi are în rolurile principale pe Lino Ventura, Jean-Paul Belmondo și Sandra Milo. Subiectul filmului este despre Abel Davos (Ventura), un mafiot francez care încearcă să revină din Italia în Franța prin Marsilia până la Paris, vânat fiind de poliție, și Eric Stark (Belmondo), care se dovedește a fi singura persoană dispusă să îl ajute pe Davos. Filmul este o adaptare a romanului cu același titlu scris de José Giovanni.
Considerat acum o capodoperă, la momentul lansării sale a fost oarecum umbrit de Noul val francez. Cu toate acestea, a influențat cinematograful francez, în special filmele lui Jean-Pierre Melville.

## Subiect
Gangsterul francez Abel Davos, judecat în lipsă și condamnat la moarte, fuge în Italia împreună cu soția și cei doi copii ai lor. După un jaf reușit la Milano, realizat împreună cu un complice, Raymond, ei încearcă să se întoarcă din nou în Franța cu o șalupă pe mare, dar ajungând într-un golf pustiu, pe timpul nopții, sunt surprinși de doi ofițeri vamali. După o luptă în urma căreia mor cei doi vameși, soția sa și Raymond, Abel este vânat de poliție. Ascuns, alături de cei doi băieți ai săi la Nisa de un fost asociat, Abel îl sună pe Riton, un vechi aliat din Paris, cerându-i lui și prietenului său Fargier să vină să-l ia. Riton este acum proprietarul unui bar, iar Fargier al unui hotel; niciunul nu vrea să-și riște viața sau reputația pentru un om căutat de poliție. Cu toate acestea, ei cumpără o ambulanță și recrutează un tânăr gangster, pe numele său Éric, pentru a-i aduce pe Abel și pe copiii săi la Paris. Pe drum, Éric salvează o tânără, Liliane, care este atacată de un bărbat, și este de acord să pretindă că este asistenta medicală a lui Abel, acesta fiind bandajat pentru a nu fi recunoscut.
Întorși la Paris, prietenii săi îi spun lui Abel că nu mai pot face prea mult pentru el. Cu toate acestea, Éric înțelege situația dificilă a bărbatului și, după ce îl ascunde în clădirea în care locuiește, îl ajută să-și lase copiii la niște prieteni de familie. Abel primește un pașaport fals, dar având nevoie de bani pentru a fugi, îl jefuiește pe Gibelin, un bijutier pe care îl cunoștea. În imposibilitatea de a merge la poliție, Gibelin îi consultă pe Fargier și Riton, care sunt amândoi presați de poliție din cauza asocierii lor anterioare cu Abel. Aceștia angajează un detectiv privat pentru a găsi ascunzătoarea lui Abel, dar Abel îl capturează pe aceasta și îl forțează să spună adevărul. Dându-și seama că este trădat, Abel începe să se răzbune ucigându-i mai întâi pe Gibelin și apoi pe Fargier, a cărui soție moare apoi din cauza șocului. Riton, a cărui soție nu a avut niciodată încredere în Abel, cooperează cu poliția. În timp ce poliția ia cu asalt ascunzătoarea lui Abel, Éric creează o diversiune și este împușcat în ambele picioare. Deși Abel scapă, în epilog se spune că mai târziu a fost prins, judecat și executat.

## Distribuția
- Lino Ventura - Abel Davos
- Jean-Paul Belmondo - Éric Stark
- Sandra Milo - Liliane
- Marcel Dalio - Arthur Gibelin, bijutierul
- Jacques Dacqmine - inspectorul de poliție Blot
- Claude Cerval - Raoul Fargier
- Michel Ardan - Henri Vintran, numit Riton
- Stan Krol - Raymond Naldi
- Simone France - Thérèse Davos, soția lui Abel

## Lansarea
Filmul a fost lansat în Franța la 23 martie 1960. A fost vizionat de 1.726.839 de spectatori în țara sa de origine. Filmul a fost interzis în Finlanda în anii șaizeci.